# Język koromira
Język koromira – język papuaski używany w prowincji Bougainville w Papui-Nowej Gwinei, przez grupę ludności w dystrykcie Kieta (góry centralne, wybrzeże południowo-wschodnie, obszar między rzekami Metong i Luluai). Według danych z 2007 roku mówi nim 2500 osób.
Należy do rodziny języków południowej Bougainville.
Wyróżnia się dialekty: koromira właściwy, koianu. Koianu to dialekt mniejszościowy, którym posługuje się 200 osób.